# KwaDukuza
KwaDukuza (fino al 2006 Stanger) è un centro abitato del Sudafrica, situato nella provincia del KwaZulu-Natal.